# Dumha Éige

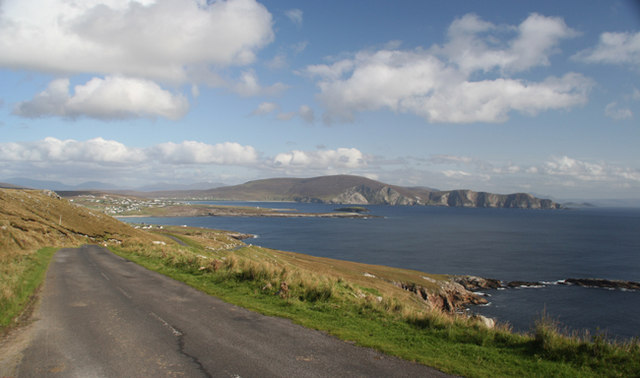
Blick auf die Klippen von Dooega Head aufgenommen von der Küstenstraße bei Keem

Dumha Éige (anglisiert: Dooega) ist ein Dorf im Südwesten der Insel Achill Island in der Grafschaft Mayo an der Westküste Irlands. Der Ort gehörte bis vor kurzer Zeit zu der irischsprachigen Gaeltacht, beherbergt aber noch heute das Coláiste Acla, eine irischsprachige Sommerschule. Der Ort liegt am Atlantic Drive, einer Küstenstraße mit sehenswerten Ausblicken bis hin zur Insel Clare Island. Dumha Éige/Dooega verfügt über einen anerkannten Badestrand (Blue Flag beach), eine Kirche, einen Pub plus Herberge (bekannt unter dem Namen “Mickey’s”) und soll des Weiteren von gastfreundlichen Menschen bewohnt sein.
Das Dorf wird wegen der Namensähnlichkeit leicht mit dem Ort Dumha Acha/Dooagh verwechselt, einem im Westen der Insel gelegenen Dorf.